# Sheena (bateau)
Pour les articles homonymes, voir Sheena.
Le Sheena est un voilier de plaisance en bois, de type 8,50 m de la « jauge chemin de fer » construit en 1916 dans un chantier des Mureaux durant la Première Guerre mondiale.
Il a été acquis en 1998 par l'association Amerami dont le but est la sauvegarde du patrimoine maritime.
Il est visible à son port d'attache de La Roche Bernard (56) dans le petit port du Rodoir.
Le Sheena fait l’objet d’un classement au titre objet des monuments historiques depuis le 24 janvier 2002.

## Histoire
Ce sloop bermudien a été construit par le charpentier de marine Louis Dyèvre en Île-de-France. Il a été lancé sous le nom de Lola, puis a pris successivement les noms de Chiquita en 1924 et de Sheena en 1929.
Il a passé l'essentiel de sa navigation dans les eaux anglaises du Suffolk et de l'Essex dans de nombreuses compétitions et régates.

## Jauge chemin de fer
Sheena est un 8,50 m de longueur de coque de la « série chemin de fer » décidée à l'origine pour permettre le transport des voiliers d'au plus 6,50 m sur un wagon plat. Cette série a été inventée par Louis Dyèvre, architecte naval originaire de Lambézellec, et qui fut le délégué français au congrès de IYRU de 1909.  Le 6.50 m n'étant pas assez marin pour concurrencer les bateaux de jauge, Louis Dyèvre en extrapola un modèle plus grand, plus habitable : le 8.50 m.
(extraits d'un article de Daniel Charles, Amerami, paru dans le Gaffers log, septembre 1998) 

« Daniel Charles situe historiquement la Jauge « chemin de fer » dans le développement du yachting français comme une réaction de rébellion contre l'adoption en 1906 de la Jauge internationale, qui allait engendrer une génération de bateaux lourds et lents, de construction coûteuse et d'entretien onéreux. »

« La révolte fut telle que, moins d'un an après la naissance officielle de la (...) Jauge internationale, une nouvelle série française était lancée. Légères (600 kg) donc bon marché, les unités devaient mesurer 6,50 m de long et être en conséquence faciles à transporter par le train. Aussi fut-elle nommée « 6,50 m chemin de fer » (...) Le succès fut tel qu'un modèle plus important fut créé deux ans plus tard, le « 8,50 m chemin de fer ». Sheena (...) est un 8,50 m (...) C'est assez mystérieux. Comment Sheena a-t-il pu être construit en 1916, pendant le très sévère rationnement de la Première Guerre mondiale, et à moins de 180 km des lignes allemandes ? J'adresse par avance mes remerciements à tous ceux qui pourraient apporter à cette question une réponse plausible. »